# Euphorbia tavoyensis
Euphorbia tavoyensis är en törelväxtart som beskrevs av Nambiyath Puthansurayil Balakrishnan. Euphorbia tavoyensis ingår i släktet törlar, och familjen törelväxter.
Artens utbredningsområde är Burma. Inga underarter finns listade i Catalogue of Life.